# Haliris berenicensis
Haliris berenicensis is een tweekleppigensoort uit de familie van de Verticordiidae. De wetenschappelijke naam van de soort is voor het eerst geldig gepubliceerd in 1896 door Sturany.